# Kalmuk
Kalmuk (angl.: calmuc, něm.:Kalmuck) je hustá bavlnářská tkanina oboustranně počesaná.
Tká se ve vazbě lomeného kepru nebo v atlasové vazbě, většinou s dvojitým útkem (33 tex, dostava 10 nití/cm), příp. jako dvojitá tkanina s vaznou osnovou. Osnovní příze je většinou skaná a útek z vigoně, dostava např. 42 tex, dostava 30/cm, hmotnost dosahuje až 500 g/m2.
Lícní strana tkaniny se počesává tak, že vlas zakrývá vazbu. Tkanina se vyrábí jednobarevná nebo potištěná, má měkký, flaušový povrch, velmi dobře saje a tepelně izoluje.
Požití: Pokrývky, ochranné potahy a podložky na matrace, části regionálních krojů, technické účely, zimní pracovní kabátky, župany aj.
Označení kalmuk má podle některých (nedoložených) tvrzení pocházet od mongolských Kalmyků, kteří měli ve středověku přinést do střední Evropy tyto tkaniny jako pokrývky na koňská sedla.
Stejné nebo velmi podobné tkaniny jsou známé také pod označením swanboy nebo fries.